# FIBA EuroBasket Women MVP
Il FIBA EuroBasket Women MVP è il riconoscimento che la FIBA Europe conferisce ad ogni edizione dei Campionati europei femminili di pallacanestro alla migliore giocatrice del torneo.

## Vincitrici
| Edizione | Nazionalità | Nome               |
| -------- | ----------- | ------------------ |
| 2001     | Francia     | Cathy Melain       |
| 2003     | Rep. Ceca   | Lucie Blahůšková   |
| 2005     | Russia      | Maria Stepanova    |
| 2007     | Spagna      | Amaya Valdemoro    |
| 2009     | Grecia      | Evanthia Maltsi    |
| 2011     | Russia      | Elena Danilochkina |
| 2013     | Spagna      | Sancho Lyttle      |
| 2015     | Serbia      | Ana Dabović        |
| 2017     | Spagna      | Alba Torrens       |
| 2019     | Spagna      | Astou Ndour        |
| 2021     | Serbia      | Sonja Vasić        |
| 2023     | Belgio      | Emma Meesseman     |